# Метеорологика
«Метеороло́гика» (греч. Μετεωρολογικά) — естественнонаучное сочинение Аристотеля (IV век до н. э.).

## Содержание
Аристотель излагает учение о четырёх первоэлементах: воде, воздухе, земле и огне, причём они взаимно переходят друг в друга. Аристотель высказывает мысль, что Земля меньше звезд (1:3) и «величина Солнца превышает величину Земли» (1:8). Подробно он останавливается на кометах и связанных с ними дурными предзнаменованиями. Также он останавливается на трех видах осадков (дождь, снег и град), чье образование вызвано действием холода (1:11). Отдельно Аристотель останавливается на описании рек: Танаис, Истр, Инд, Стримон и пр. Повествуя о морях, он замечает, что они постепенно высыхают. Также есть рассуждение и о землетрясениях.